# Сън в алени покои
„Сън в алени покои“ (китайски традиционен: 紅樓夢, опростен: 红楼梦, пинин: Hóng Lóu Mèng Хун Лоу Мън) е китайски роман от времето на династията Цин, смятан за един от шедьоврите на китайската литература и един от нейните Четири класически романа. Написан е в средата на 18 век и е публикуван анонимно под името „Историята на камъка“ (китайски традиционен: 石頭記, опростен: 石头记, пинин: Shítóu jì Шътоу дзи). Предполага се, че автор на книгата е Цао Сюецин, който е включил в творбата много автобиографични елементи. Цао е автор само на първите 80 глави. Последните 40 глави са добавени впоследствие и тяхното авторство продължава да е обект на дебати.
„Сън в алени покои“ е полубиографична книга, отразяваща благосъстоянието и живота на семейството на самия Цао по времето на династия Цин. Както авторът пояснява още в първа глава, основната цел на романа е да увековечи спомените му за всички жени, които е познавал в младежките си години – приятели, роднини и прислуга. Романът е забележителен не само с огромния набор от персонажи с различна психология, но и с точния и оригинален похват за представяне на ежедневието на китайската аристокрация от 18 век. Анализът на романа се е обособил в самостоятелна подобласт на китаистиката, наричана „аленология“.
„Сън в алени покои“ е написан на разговорен китайски, а не на утвърдения в литературата класически китайски. Последвалата популярност на произведение спомага значителното навлизане на разговорното наречие в писмената култура. Предполага се, че Цао Сюецин е бил добре запознат с класическия китайски и в частност с китайската поезия, и въпреки това той предпочита героите му да разговарят помежду си на пекински диалект, което прибавя допълнителна автентичност в целостта на образите. Години след това пекинската форма на китайския става база за изграждането на съвременния стандартен мандарин (普通話/普通话; путунхуа).
„Сън в алени покои“ е издаден на български в превод на Петко Хинов в четири тома, излезли между 2015 и 2019 година.

## Сюжет
Романът подробно представя случващото се в двете подразделения на богатата аристократична фамилия Дзя (賈/贾) - дом Жунгуо (китайски традиционен: 榮國府, опростен: 荣国府, пинин: Róng Guófǔ) и дом Нингуо (китайски традиционен: 寧國府, опростен: 宁国府, пинин: Níng Guófǔ), които съжителстват в непосредствена близост в столичния град Пекин. Повествованието започва с описание на фамилията, която е сред най-видните в столицата, защото техните предци са били издигнати до благородници. С особена автентичност романът разказва за богатството и влиятелността на фамилията Дзя и проследявява падението ѝ от върховете на китайската аристокрация. Фамилията изпада в немилост пред императора, което води до набези върху техните имоти и отнемането им в полза на имперския двор.
Основният герой е Дзя Баою (賈寶玉/贾宝玉), все още юноша и пряк наследник на фамилията. Лин Дайю (林黛玉) е болнавата и силно емоционална братовчедка на Баою, в когото тя е влюбена. От Баою се очаква да се ожени за друга своя братовчедка Сюе Баочай (薛寶釵/薛宝钗). Любовният триъгълник, който отношенията на тримата братовчеди образуват се приема за основната сюжетна линия в романа.

## Основни теми
Червеният павилион в името на романа е фразеологизъм, с който се обозначавали недостъпните покои на неомъжените момичета от заможни фамилии. Червеният павилион е и лайтмотив от съня на Баою в глава петта, чрез който се загатва съдбата на повечето персонажи.
Името на фамилията Дзя (賈/贾, jiǎ) е омоним на китайската дума фалшив (假, jiǎ). Друга фамилия в книгата носи името Джън (甄, zhēn), което от своя страна е омоним на китайската дума истински (真, zhēn). Според някои изследователи на романа това противопоставяне „измислено“ и „истинско“ доказва, че Цао гледа на фамилия Дзя едновременно като на реалистично отразяване на китайската действителност и като на една измислена версия на неговото собствено семейство.
Романът съдържа подробни описания на много аспекти на традиционната китайска култура, включително и традиционна китайска медицина, кухня, чаени традиции, пословици, китайската митология, будизъм, семейни отношения, опера, музика, изобразително изкуство, класическата литература, в частност Четирите книги и петте класики, озеленяване и цветарство, хвърчила, намирането на партньори и ухажване, и така нататък. Романът особено се отличава с широкото използване на поезията в първите 80 глави, написани от Цао.

## Персонажи
„Сън в алени покои“ има забележително голям брой персонажи: тридесет са само главните, а второстепенните и епизодичните са над 400. Главният герой е младият Дзя Баою, но мнозинството от персонажи са женски. Жените в повечето случаи са представени като далеч по-способни и интелигентни спрямо мъжете. Тук са представени всички главни герои и малка част от по-важните второстепенни. Имената са подредени по степен на важност в романа.

### Баою и дванайсетте красавици на Дзинлин
- Дзя Баою (китайски традиционен: 賈寶玉, опростен: 贾宝玉, пинин: Jiǎ Bǎoyù) – главният герой, който в началото на романа е на около 12 – 13 години. Единствено дете на Дзя Джънг и госпожа Уан и пряк наследник на дома Жунгуо. Баща му е стриктен конфуцианец, който гледа с лошо око на мисленето и държането на подрастващия Баою, който предпочита да чете Джуандзъ, отколкото Четирите книги (основни за китайското образование). Баою е начетен, но изпитва ненавист към китайската бюрокрация и счита работещите в нея за подмазвачи, поради което искрено не желае да стане част от нея. Той гледа на повечето мъже като на морално и духовно по-низши спрямо жените, защото според него „жените по същество са чисти като водата, а мъжете по същност са оплескани като кал“.

- Лин Дайю (林黛玉; Lín Dàiyù) – по-малката първа братовчедка на Баою и основен обект на любовта му. Дъщеря е на Лин Жухай, който произхожда от Янджоу, и Дзя Мин, леля на Баою. Дайю е представена като болнава и кльощава, но красива по свой собствен начин. Тя страда от белодробно заболяване, поради което постоянно кашля. Дайю пристига в дома Жунгуо в началото на трета глава, скоро след смъртта на майка си. Емоционално нестабилна, склонна към пристъпи на ревност и омраза, на Дайю отлично се отдават поезията и музиката. Романът ѝ отрежда ролята на самотен, горделив и трагичен персонаж.

- Сюе Баочай (китайски традиционен: 薛寶釵, опростен: 薛宝钗, пинин: Xuē Bǎochāi) – първа братовчедка на Баою и единствена дъщеря на леля Сюе, сестра на майката на Баою. Със своята свръхчувствителност и тактичност Баочай е представена като противоположност на Дайю. В романа Баочай е описана като красива и интелигентна, но и прекалено резервирана и боязлива, стриктно следваща правилата за благоприличие. Въпреки че се стреми да не го демонстрира, Баочай е изключително начетена и разбира еднакво добре както от будистки писания, така и от домакинска работа. Тя не обича да се гласи или да краси стаята си. Баочай е с обло лице, светла кожа, големи очи и леко пищно тяло. Тя винаги носи със себе си златен медальон, който съдържа думи, подарени ѝ като дете от будистки монах. В романа на брака ѝ с Баою се гледа като на нещо предопределено.

- Дзя Юанчун (китайски традиционен: 賈元春, опростен: 贾元春, пинин: Jiǎ Yuánchūn) – сестра на Баою, по-голяма от него с десет години. В началото на романа тя е представена като придворна дама, но успявайки да впечатли Императора със знанията и добродетелите си тя става една от официалните му наложници. Позицията ѝ на фаворит на самия император е апогеят на фамилия Дзя. Въпреки престижната позиция Юанчун се чувства като в затвор между дворцовите стени.

- Дзя Танчун (китайски традиционен: 賈探春, опростен: 贾探春, пинин: Jiǎ Tànchūn) – дъщеря на наложницата Джао и полусестра на Баою. Открита и решителна, нейният характер силно напомня този на Уан Сифън. Самата Сифън изпитва възхищение към нея, изразявайки съжаление, че раждането ѝ „от грешната утроба“ я лишава от по-добри възможности, защото децата на наложници не се ползват с авторитета на тези от първи съпруги. Прякорът на Танчун е Мейгуей (Роза), заради красотата и чепатия ѝ характер.

- Ши Сян'юн (китайски традиционен: 史湘雲, опростен: 史湘云, пинин: Shǐ Xiāngyún) – по-малка втора братовчедка на Баою и праплеменница на старата госпожа Дзя. Осиротяла като малко дете, тя израства при вуйчо си и вуйна си, които се отнасят с нея хладно. Въпреки това Сян'юн е весело и добродушно момиче, което обича да носи мъжки дрехи, да пие алкохол и да яде като мъж. Тя е пряма и често нетактична, но и прощава лесно. Тя е добре образована, а поетичният ѝ талант е сходен с тези на Дайю и Баочай.

- Мяою (妙玉; Miàoyù) – красива млада будистка монахиня. Представена е като надменна, необщителна и резервирана жена, страдаща от мания за чистота. Принудена от манията си Мяою, става монахиня и постъпва в манастира около именията на дома Жунгуо.

- Дзя Инчун (китайски традиционен: 賈迎春, опростен: 贾迎春, пинин: Jiǎ Yíngchūn) – дъщеря на Дзя Шъ и първа братовчедка на Баою. Слабохарактерна, но добросърдечна, Инчун е описана като жена, неизпитваща почти никакви чувства към случващото се около нея. Въпреки че е красива и начетена, не може да се сравнява по интелигентност с братовчедките си. Най-характерното за образа на Инчун е нежеланието ѝ да се меси в семейните дела и да взема каквато и да е страна. Баща ѝ я омъжва за висш придворен, на когото дължи значителна сума пари. Инчун се оказва омъжена за зъл мъж, който я подлага на системен домашен тормоз и постоянни побоища.

- Дзя Сичун (китайски традиционен: 賈惜春, опростен: 贾惜春, пинин: Jiǎ Xīchūn) – по-малката втора братовчедка на Баою, която е родена в дома Нингуо, но е отгледана в Жунгуо. Тя е талантлива художничка и набожна будистка. Сестра е на Дзя Джън, глава на дом Нингуо. В края на романа, скоро след залеза на фамилията Дзя, тя се отказва от светския живот и става будистка монахиня. През по-голямата част от романа тя е представена като подрастваща.

- Уан Сифън (китайски традиционен: 王熙鳳, опростен: 王熙凤, пинин: Wáng Xīfèng) – съпруга на Дзя Лиен, който е братовчед на Баою по бащина линия и племенница на госпожа Уан, като по този начин тя е свързана с Баою по силата на кръвната и семейната връзка. Сифън е изключително красива, способна, умна, забавна, но и също така понякога отмъстителна и злобна. Безспорно най-устата сред всички женски образи в романа, Сифън отговаря за всички домакински дейности в дома Жунгуо и бързо се издига във фамилната йерархия. Сифън е любимка на старата госпожа Дзя, което ѝ позволява да налага волята си, както намери за добре. Образът на Сифън е един от най-многостранно развитите в романа, като качествата ѝ постепенно се разкриват в различни ситуации. Със силната си натура тя се явява противовес на повечето слабохарактерни и изнежени женски персонажи в китайската литература от XVIII век.

- Дзя Цяодзие (китайски традиционен: 賈巧姐, опростен: 賈巧姐, пинин: Jiǎ Qiǎojiě) – дъщеря на Уан Сифън и Дзя Лиен. В по-голямата част от романа Цяодзие е представена като дете. Във версията на Гао Ъ и Чън Уейюен, след краха на фамилията Дзя тя се омъжва за сина на заможно семейство от провинцията, с когото се е запознала чрез баба Лиу. Води щастлив, но безинтересен живот далеч от столицата.

- Ли Уан (китайски традиционен: 李紈, опростен: 李纨, пинин: Lǐ Wán) – вдовица на по-големия брат на Баою Дзя Джу. Тя се грижи за сина си Лан и наглежда братовчедките си. В романа Ли Уан е описана като вдовица на около тридесет години, с благ характер и без някакви мечти или желания; образът ѝ може да се разглежда като този на перфектната според конфуцианството тъгуваща вдовица. Тя се издига в обществото благодарение на успехите на сина ѝ и въпреки това се счита за трагичен персонаж, който е пропилял хубавите си години.

- Цин Къцин (秦可卿; Qín Kěqīng) – снаха на Дзя Джън. От всички герои в романа нейният живот и ранната ѝ смърт остават най-загадъчни. Описана като красива и предизвикателна млада жена, тя има връзка със свекъра си. Умира към края на първата четвърт на романа. В нейното легло Баою за първи път сънува, че е в Страната на илюзиите, където осъществява сексуален контакт с Две-в-една, която е събирателен образ на Сюе Баочай и Лин Дайю. Името на Две-в-една е Къцин, което подсказва, че Цин Къцин е изиграла важна роля в сексуалния живот на Баою. В Оригиналните дванадесет песни се намеква, че Къцин се е самоубила чрез обесване.

### Други първостепенни персонажи
- Старата госпожа Дзя (китайски традиционен: 賈母, опростен: 贾母, пинин: Jiǎmǔ) – баба е на Баою и на Дайю. Тя е най-възрастният член на дома Жунгуо и се ползва с най-голяма власт от целия клан. Има двама сина Дзя Шъ и Дзя Джънг и една дъщеря Мин, майката на Дайю.

- Дзя Шъ (китайски традиционен: 賈赦, опростен: 贾赦, пинин: Jiǎ Shè) – по-големият син на Вдовицата и баща на Дзя Лиен и Дзя Инчун. Той е алчен и коварен човек и също така голям женкар.

- Дзя Джънг (китайски традиционен: 賈政, опростен: 贾政, пинин: Jiǎ Zhèng) – по-малкият син на Вдовицата и баща на Баою. Той стриктно следва ученията на Конфуций и е изключително дисциплиниран. Джънг се притеснява, че единственият му наследник ще пропадне в живота и затова му налага множество ограничения и правила, а понякога го наказва и с бой. Съпругата му е госпожа Уан, а наложниците му се казват Джао и Джоу.

- Дзя Лиен (китайски традиционен: 賈璉, опростен: 贾琏, пинин: Jiǎ Liǎn) – съпруг на Сифън и братовчед на Баою по бащина линия. Лиен е описан като страстен ухажор, а изневерите му са причина за постоянни кавги с ревнивата му съпруга. Лиен поддържа сексуални отношения и с мъже, за което Сифън не знае. Той и съпругата му отговарят за наемането на прислуга и разпределянето на пари, които често са причина за свади помежду им. Смъртта на бременната от него наложница сестра Йоу е причинена от Сифън.

- Сянлин (香菱; Xiānglíng) – прислужничка на Сюе Пан, родена като Джън Инлиен (甄英蓮/甄英莲), тя е безследно изчезналата дъщеря на благородника Джън Шъин, споменат в Първа глава. Името Сянлин е дадено от разглезената съпруга на Сюе Пан Ся Дзингуй.

- Пин'ър (китайски традиционен: 平兒, опростен: 平儿, пинин: Píng'ér) – главната прислужничка на Сифън и нейна лична довереница, наложница на Дзя Лиен. Тя лесно се справя с проблемите, дава добри съвети и е с благосклонно отношение към останалата прислуга. Чрез Сифън Пин'ър получава значителна власт в дома Дзя, която използва умело и справедливо.

- Сюе Пан (薛蟠; Xuē Pán) – по-големият брат на Баочай, представен като разпуснат и мързелив женкар и побойник. Той е известен с множеството си афери с жени и мъже. Сюе Пан не е кой знае колко добре образован, а преди време убива човек, за да защити слугинята Сянлин. Престъплението е покрито чрез солиден подкуп.

- Баба Лиу (китайски традиционен: 劉姥姥, опростен: 刘姥姥, пинин: Liú Lǎolao) – далечна роднина на семейство Уан, чието присъствие в романа е с комичен характер. Спасява Цяодзие от вуйчо ѝ, който се опитва да я продаде.

- Госпожа Уан (王夫人; Wáng Fūrén) – сърпуга на Дзя Джънг. Поради предполагаемо влошеното ѝ здравословно състояние, тя преотстъпва на Сифън движенето на домакинството, но си запазва правото да контролира действията на Сифън, която е длъжна да се отчита пред Уан. Въпреки че госпожа Уан е представена като благосклонна господарка и грижовна майка, тя е жестока и безмилостна към всеки оспорил властта ѝ. Тя следи всички прислужнички на Баою и внимава той да не започне интимна връзка с някоя от тях.

- Леля Сюе (китайски традиционен: 薛姨媽, опростен: 薛姨妈, пинин: Xuē Yímā) – леля на Баою по майчина линия и майка на Пан и Баочай, сестра на госпожа Уан. Представена е като учтива и приветлива жена, която не може да контролира непокорния си син.

- Хуа Сижън (китайски традиционен: 花襲人, опростен: 花袭人, пинин: Huā Xírén) – старша прислужница и неофициална наложница на Баою. Въпреки че е прислужница на Вдовицата тя е назначена в служба на Баою. Внимателна и винаги загрижена за Баою, тя е първата жена, с която той прави секс.

- Цинуън (晴雯; Qíngwén) – лична слугиня на Баою. Представена е като безочлива и надменна красавица, която изключително много прилича на Дайю. Тя е единствената прислужница, която смее свободно да спори с Баою, дори когато той я порицава. Цинуън е силно привързана към него и е отвратена от опита на Сижън да се издигне във фамилията чрез сексуалната си връзка с Баою. Когато госпожа Уан започва да подозира, че Цинуън и господарят ѝ имат връзка, тя я уволнява слугинята. Огорчена от последвалите унижения и клевети Цинуън умира скоро след като е изхвърлена от дома Дзя.

- Юан'ян (китайски традиционен: 鴛鴦, опростен: 鸳鸯, пинин: Yuānyang) – главната прислужничка на старата госпожа Дзя. Тя отказва да стане наложница на развратния Дзя Шъ, син на господарката ѝ.

- Минйен (китайски традиционен: 茗煙, опростен: 茗烟, пинин: Míngyān) – личен слуга (паж) на Баою; познава отлично господаря си.

- Дзъдзюен (китайски традиционен: 紫鵑, опростен: 紫鹃, пинин: Zǐjuān) – вярна прислужничка на Дайю, която преди е била в служба на старата госпожа Дзя.

- Сюейен (雪雁; Xuěyàn) – другата прислужница на Дайю. Тя пристига от Янджоу заедно с господарката си. Представена е като младо симпатично момиче.

- Наложницата Джао (китайски традиционен: 趙姨娘, опростен: 赵姨娘, пинин: Zhào Yíniáng) – наложница на Дзя Джънг. Тя е майка на Дзя Танчун и Дзя Хуан, които са полусестра и полубрат на Баою. Тя копнее да бъде господарката на дома, но въпреки опитите си не успява. Планира смъртта на Баою и Сифън чрез черна магия и се предполага, че пъклените ѝ кроежи са основната причина за смъртта ѝ.

### Важни второстепенни персонажи
- Цин Джун (китайски традиционен: 秦鐘, опростен: 秦钟, пинин: Qín Zhōng) – по-малкият брат на Цин Къцин. Освен че изглежда като красиво момиче, той е изключително срамежлив. Джун е добър приятел и съученик на Баою. В романа неколкократно се намеква, че двамата са много повече от приятели. В училище той е тормозен от друг ученик, който го нарича хомосексуален. По-късно в романа Цин има кратка романтична връзка с млада монахиня. Умира млад.

- Дзя Лан (китайски традиционен: 賈蘭, опростен: 贾兰, пинин: Jiǎ Lán) – син на Дзя Джу, починал брат на Баою, и съпругата му Ли Уан. Дзя Лян е представен като очарователно дете, което в края на книгата успява да мине изпитите за служител в имперската администрация.

- Дзя Джън (китайски традиционен: 賈珍, опростен: 贾珍, пинин: Jiǎ Zhēn) – главата на дома Нингуо, по-стария клон на фамилията Дзя. Съпругата му е госпожа Йоу, а сестра му е Дзя Сичун. Той е представен като алчен и пресметлив човек, който копнее само за повече власт. Той има извънбрачна връзка със снаха си Цин Къцин.

- Госпожа Йоу (尤氏; Yóu Shì) – съпругата на Дзя Джън и единствената законна господарка на дома Нингуо.

- Дзя Жун (китайски традиционен: 賈蓉, опростен: 贾蓉, пинин: Jiǎ Róng) – син на Дзя Джън и госпожа Йоу и съпруг на Цин Къцин. Той е точно копие на баща си и служи в имперската стража.

- Втората сестра Йоу (尤二姐; Yóu Èrjiě) – доведена сестра на госпожа Йоу, тя тайно става наложница на Дзя Лиен. Въпреки че е представена като разюздана жена, след като се омъжва Йоу се превръща във вярна и грижовна съпруга. Тя е по-голямата сестра на третата сестра Йоу.

- Госпожа Син (邢夫人; Xíng Fūrén) – съпругата на Дзя Шъ и майка на Дзя Лиен.

- Дзя Хуан (китайски традиционен: 賈環, опростен: 贾环, пинин: Jiǎ Huán) – син на наложницата Джао. Той и майка му са ненавиждани от роднините си. В романа злата му природа е демонстрирана след като се опитва да ослепи Баою.

- Шъюе (麝月; Shèyuè) – третата по важност прислужница на Баою след Сижън и Цинуън. Тя е представена като красива и грижовна.

- Циутун (秋桐; Qiūtóng) – друга наложница на Дзя Лиен. Първоначално е прислужничка на Дзя Шъ, но впоследствие се издига до наложница. Циутун е горделива и арогантна по характер.

## Омофони
Една от най-съществените особености на „Сън в алени покои“ е широката употреба на омофони и игра на думи. В романа мнозинството от персонажи имат специфични имена, които отговарят на техния характер. В пълна сила тази закономерност важи и за имената на места и сгради. Тук са изброени част от омонимите, като в първите скоби са оригиналните изписвания от китайския оригинал и англоезичния превод, а във вторите са китайския омоним и пинина му. Преводите са условни.
- Худжоу (胡州; Húzhōu) – говори глупости (胡謅/胡诌, Húzhōu)
- Джън Шъин (甄士隱/甄士隐; Zhēn Shìyǐn) – под което се крие истината (真事隱/真事隐; Zhēn shì yǐn)
- Джън Инлян (甄英蓮/甄英莲; Zhēn Yīnglián) – истински заслужаващ съжаление (真應憐/真应怜; Zhēn Yīnglián)
- Фън Су (封肅/封肃; Fēng Sù) – по поръчка (風俗/风俗; Fēngsú)
- Хуо Ци (霍啟/霍启; Huò Qǐ) – начало на бедствие / подпалва се* (禍起/祸起; Huò qǐ, или 火起; Huǒ qǐ)
- Дзя (賈/贾; Jiǎ) – фалшив (假; jiǎ)
- Джън (甄; Zhēn) – истински (真; Zhēn)
- Дзя Юцун (賈雨村/贾雨村; Jiǎ Yǔcūn) – лъжи съществуват (假語存/假语存; Jiǎ yǔ cún)
- Дзя Хуа (姓賈名化/姓贾名化; Jiǎ Huà) – лъжа (假話/假话; Jiǎ huà)
- Шъфей (字時飛/字时飞; Shífēi) – това, което и все пак е нереално (實非/实非; Shí fēi)
- Цин Къцин (秦可卿, Qín Kěqīng) – любовта може да бъде светлина (情可輕/情可轻; Qíng kě qīng)*
- Дзя Мей (賈玫/贾玫, Jiǎ Méi) – изчезва (假沒/假没; Jiǎ méi)
- Уей Жуолан (衛若蘭/卫若兰; Wèi Ruòlán) – ако е с мирис на орхидея (味若蘭/味若兰; Wèi ruò lán)

## Версии
Самият Цао умира 1763 или 1764 и никога не доживява да види публикуването на романа, от който след смъртта му остават само ръкописи. Първата печатна версия на „Сън в алени покои“ е от 1791, известна е като Версия Чънгао и съдържа множество редакции и изменения, които авторът не е разрешил приживе. Това поражда съмнения в оригиналността на текста, който продължава да бъде обект на множество дебати.
Повечето съвременни издания на „Сън в алени покои“ включват всичките 120 глави и предговора на Гао и Чън. В други издания последните 40 глави са включени като притурка. Малка част от модерните издания на романа изобщо не включват добавените от Гао и Чън глави.

### Версия Джъбън
До началото на XX век „Сън в алени покои“ е анонимен труд. След задълбоченото му анализиране от страна на Ху Шъ (основател на аленологията) се приема, че най-вероятният автор на първите 80 глави от романа е Цао Сюецин.
До 1791 романът се разпространява само под формата на ръкописи, в които наратива внезапно свършва с края на осемдесета глава. Най-ранните копия съдържат бележки написани с червено мастило, които дават подробна информация за автора на романа. Счита се, че част от коментарите са написани или от някой от семейството на Сюецин или човек, който го е познавал достатъчно добре. Най-известни са бележките на Ружения Коментатор (Джъйенджай; китайски традиционен: 脂硯齋, опростен: 脂砚斋, пинин: Zhīyàn Zhāi), който подробно разяснява структурата на творбата, идеите в нея и детайли от оригиналния ръкопис, който е безследно изгубен. Версията на романа с бележките на Мнимия Коментатор се приема за най-достоверния източник достигнал наши дни и се нарича Джъбън (脂本; Zhī běn) или Ружената версия.
Първите 80 глави са пълни с пророчества и драматични предзнаменования за това как книгата продължава по-нататък и вероятно свършва. Наративът не оставя съмнения, че Лин Дайю в крайна сметка ще умре; че Баою и Баочай ще се омъжат; че Баою ще стане будитски монах.

### Версия Чън-Гао
През 1791 Гао Ъ и Чън Уейюен издават първото печатно издание на „Сън в алени покои“. Това е и първото „пълно“ издания на романа История на камъка, който е издаден под името „Сън в алени покои“. Оригиналната Ружена версия съдържа 80 глави, в които наратива свършва наникъде, а версията Чън-Гао включва допълнителни нови 40 глави, които да довършат историята.
През 1792 Гао и Чън пускат второ коригирано издание на романа, което включва за първи път предговор. Този предговор фигурура във всички следващи преиздавания на „Сън в алени покои“ и в него двамата редактора разясняват на читателя, че са включили завършек на романа, който се базира на оригинален ръкопис на Цао закупен от уличен търговец.
Според Ху Шъ последните 40 глави са творение на Гао Ъ и са базирани на предзнаменованията от романа. Други аленолози считат, че Гао и Чън са били подлъгани да купят копие, което е било представено за оригинал на Цао, но всъщност е фалшификат. Според други последните 40 глави наистина са написани от самия Цао Сюецин.

## Аленология
Аленология (китайски традиционен: 紅學, опростен: 红学, пинин: Hóng xué; хун сюе) е клон от китайското литературознание, което се занимава изключително само с изучаването на романа „Сън в алени покои“. В сферата на аленологията има множество изследователи, които могат да бъдат разделени на четири основни групи – критическа мисъл, алегорична мисъл, изследователска мисъл и литературна мисъл. Сред най-известните аленолози са Ху Шъ, Ю Пинбо, Цай Юенпей, Джоу Чун и Уан Мънджуан.
Според литературоведа аленолог Лиу Мънци в аленологията съществуват няколко важни момента, които могат да се групират като Седемнайсетте дебата, Деветте публични дискусии, Четирите мистерии и Трите мъртви възела.
Седемнайсетте дебата:
1. Дебатът между Ху Шъ и Цай Юенпей.
2. Къде точно се развива действието в романа?
3. Спазена ли е китайската традиция ходилата на момичетата да се поставят в малки обувки, за да не израстнат големи?
4. Дебатът от 1954.
5. Словесната война между Ли Съфан и Хъ Цифан.
6. Дебатът около значенията на （分瓜）瓟斝 ((Fēn guā) bó jiǎ) и 點犀喬/点犀乔 (Diǎn xī qiáo).
7. Кога точно умира Цао Сюецин?
8. Дебатът между И Тъншу и У Шъцан.
9. Достоверността на „Колекция от отпадъци на изкуството“ (китайски традиционен: 廢藝齋集稿, опростен: 废艺斋集稿, пинин: Fèi yì zhāi jí gǎo)
10. Проблемът около автопортрета на Цао.
11. Дебатът около поемата Шъ от Цао Сюецин.
12. Автор ли е Цаю Сюецин на „Сън в алени покои“?
13. Оценка на тридесет години аленология.
14. Какво точно обхваща аленологията?
15. Словесната война между Фан Цункуей и Ю Фугуан.
16. Дискусията между Джао Ган и Ю Шъин за двата свята в романа.
17. Ожесточеният дебат между Тан Дъган и Ся Джъцин.

Деветте публични дискусии:
1. Коя е по-добра – Сюе Баочай или Лин Дайю?
2. Как да бъдат оценени последните четирсет глави от романа?
3. Има ли анти-Цин настроения в романа?
4. Автентични ли са главите 64 и 67?
5. Системата на преиздаване на „Сън в алени покои“.
6. Откъде е родом Цао Сюецин?
7. Какъв цвят е било знамето на семейството на Цао според системата от 8 различни на цвят знамена, използвано от династията Цин?
8. Мистерията около липсващото издание Дзин.

Четирите мистерии:
1. Мистерията около присъдата на Дзя Юенчун.
2. Мистерията около песента на Дзя Юенчун „Мразете непостоянството“ (китайски традиционен: 恨無常, опростен: 恨无常, пинин: Hèn wúcháng).
3. Защо книгата е озаглавена „Сън в алени покои“?
4. Мистерията около двадесетте четиристишия (дзюе дзю).

Трите мъртви възела (на китайски като мъртъв възел се обозначава всеки неразрешим проблем):
1. Кой е Руженият коментатор (Джъйенджай; 脂硯齋/脂砚斋)?
2. Кой е наследникът на Цао Сюецин?
3. Кои са авторите или кой е авторът на останалите глави от романа? Приема се, че Цао умира малко след като написва първите 80 от общо 120 глави.